# Hermas
Hermas là chi thực vật có hoa trong họ Apiaceae. Các loài trong chi này là cây thân thảo hay cây bụi sống lâu năm, đặc hữu Nam Phi. Nó không được xếp vào phân họ nào.

## Các loài
- Nhánh H. capitata
  - Hermas capitata
  - Hermas proterantha
- Nhánh H. villosa
  - Hermas ciliata
  - Hermas quercifolia
  - Hermas quinquidentata
  - Hermas villosa
- Nhánh H. gigantea
  - Hermas gigantea
  - Hermas intermedia
  - Hermas lanata